# Chaitophorus nassonowi
Chaitophorus nassonowi är en insektsart. Chaitophorus nassonowi ingår i släktet Chaitophorus och familjen långrörsbladlöss. Inga underarter finns listade i Catalogue of Life.